# Moure (Barcelos)
Moure is een plaats (freguesia) in de Portugese gemeente Barcelos en telt 949 inwoners (2001).

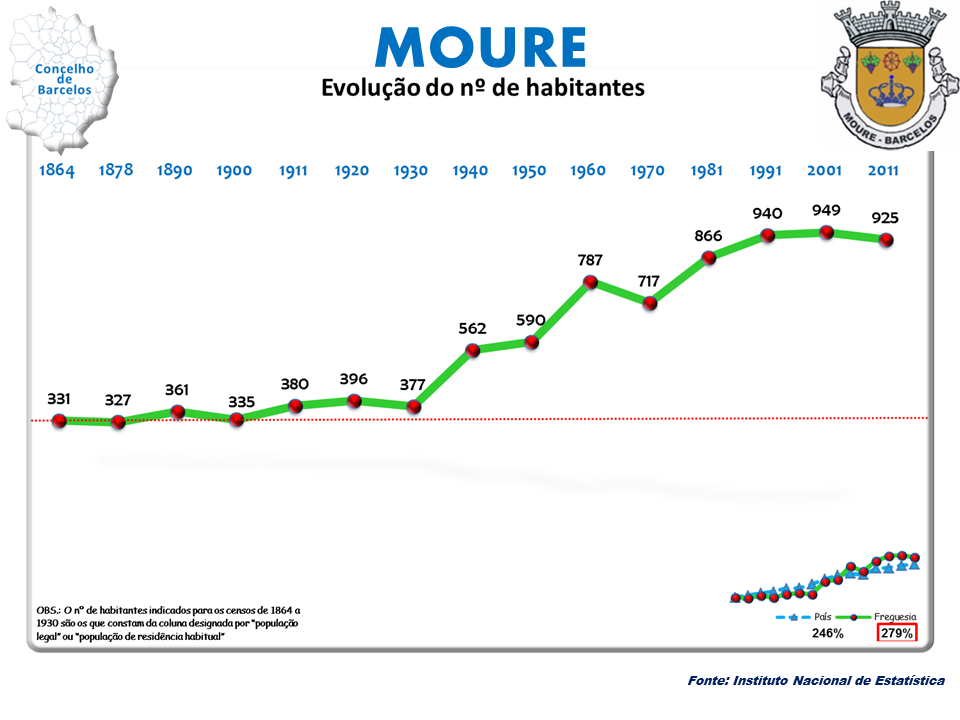
Bevolkingsontwikkeling tussen 1864 en 2011